# Villenauxe-la-Petite
Pour les articles homonymes, voir Villenauxe.
Villenauxe-la-Petite est une commune française située dans le département de Seine-et-Marne, en région Île-de-France.

## Géographie

### Localisation
La commune est située au sud-est du département de Seine-et-Marne bordée au nord par la Seine à 6 kilomètres à l'est de Bray-sur-Seine.

### Communes limitrophes
|                  | Grisy-sur-Seine      | Passy-sur-Seine          |
| Jaulnes          | Villenauxe-la-Petite | Villuis                  |
| Compigny (Yonne) | Pailly (Yonne)       | Perceneige (Yonne), Baby |

### Géologie et relief

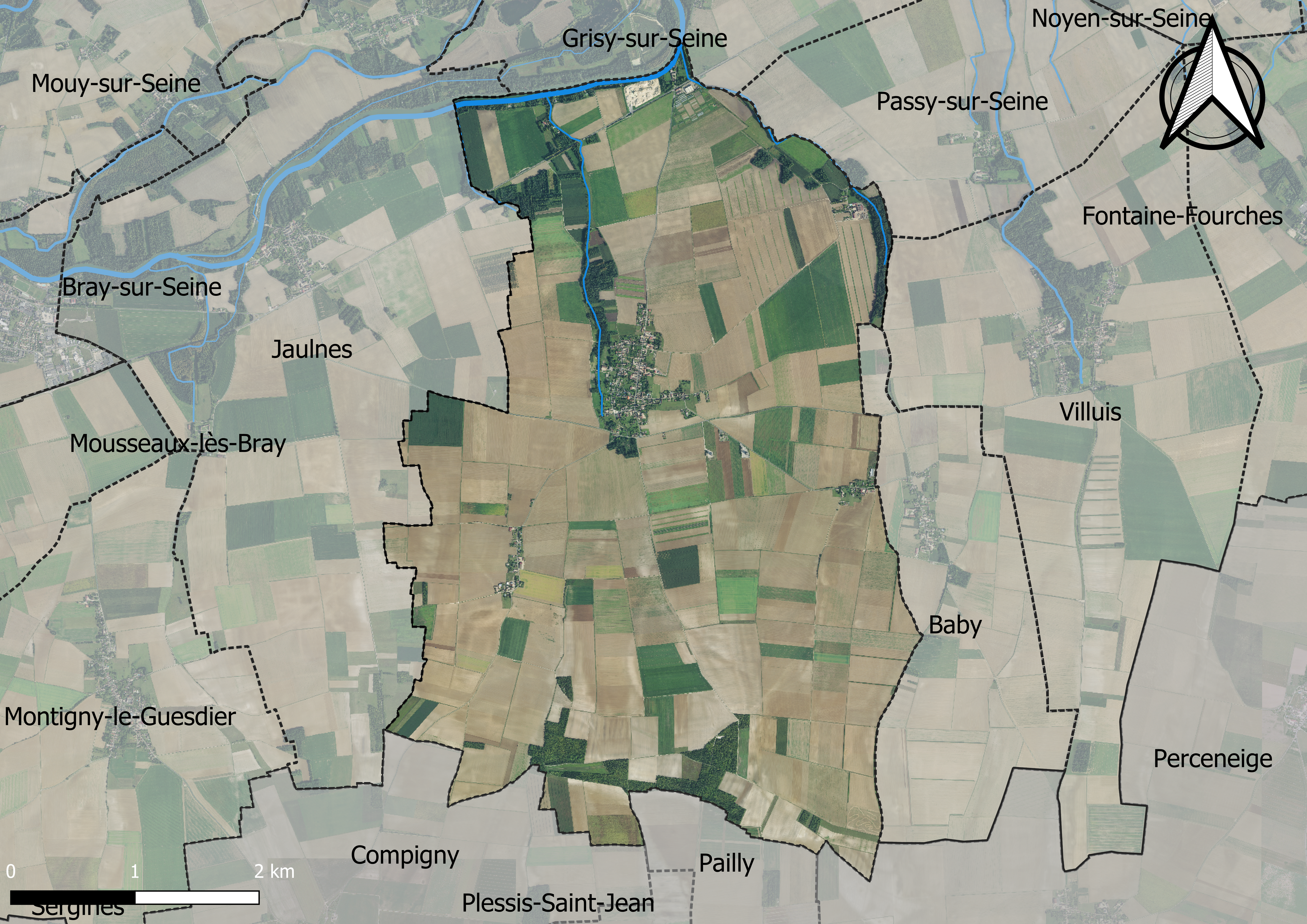
Carte orhophotogrammétrique de la commune de Villenauxe-la-Petite.

L'altitude de la commune varie de 56 mètres à 138 mètres pour le point le plus haut, le centre du bourg se situant à environ 76 mètres d'altitude (mairie). Elle est classée en zone de sismicité 1, correspondant à une sismicité très faible.

### Hydrographie

#### Réseau hydrographique

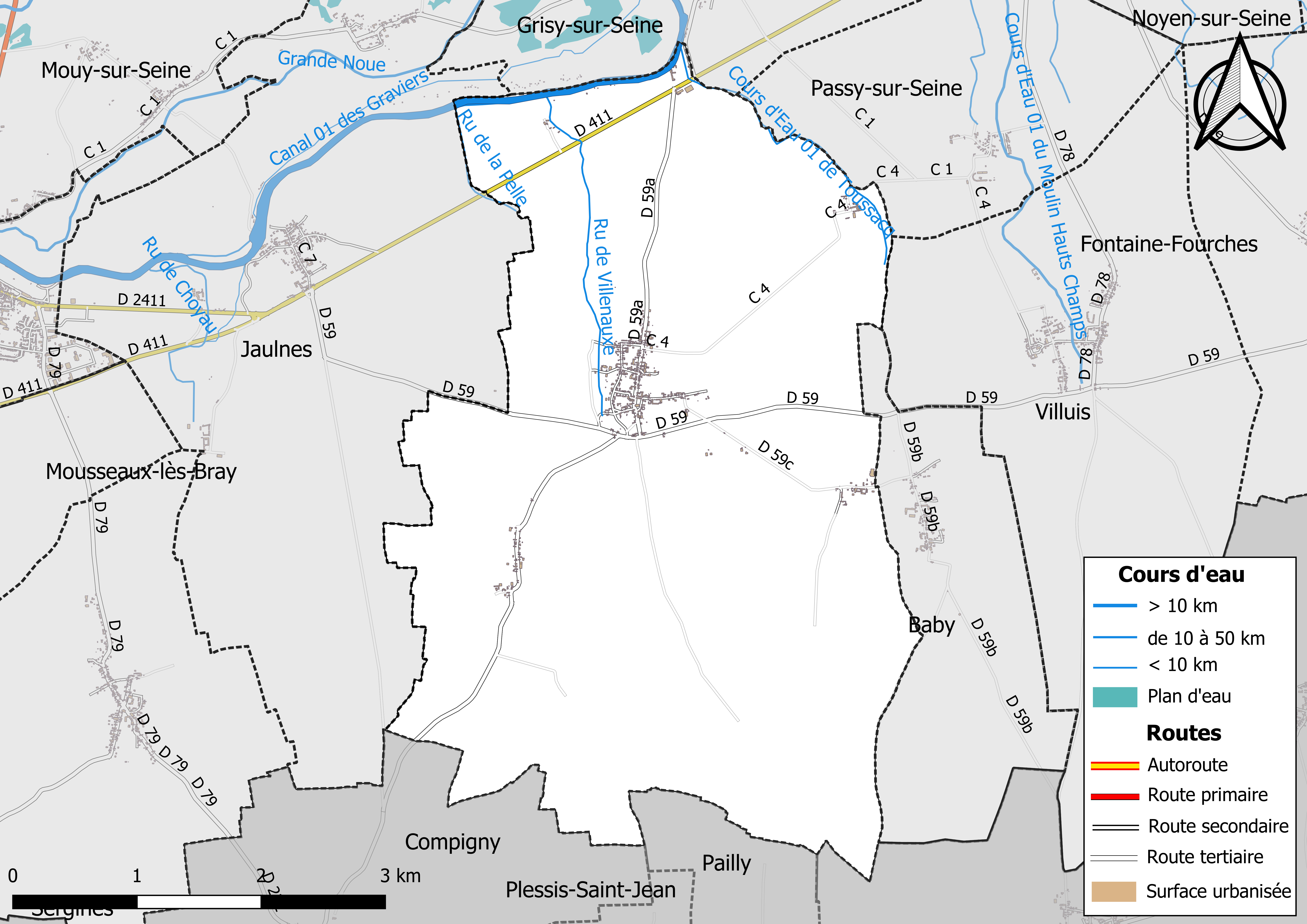
Carte des réseaux hydrographique et routier de Villenauxe-la-Petite.

Le réseau hydrographique de la commune se compose de quatre cours d'eau référencés :
- la Seine, fleuve long de 774,76 km[3] ;
- trois affluents de la Seine : 
  - le ru de la Pelle, 1,10 km[4] ;
  - le ru de Villenauxe, 2,87 km[5] ;
  - le cours d'eau de Toussacq, 2,81 km[6].

La longueur totale des cours d'eau sur la commune est de 6,61 km.

#### Gestion des cours d'eau
Afin d’atteindre le bon état des eaux imposé par la Directive-cadre sur l'eau du 23 octobre 2000, plusieurs outils de gestion intégrée s’articulent à différentes échelles : le SDAGE, à l’échelle du bassin hydrographique, et le SAGE, à l’échelle locale. Ce dernier fixe les objectifs généraux d’utilisation, de mise en valeur et de protection quantitative et qualitative des ressources en eau superficielle et souterraine. Le département de Seine-et-Marne est couvert par six SAGE, au sein du bassin Seine-Normandie.
La commune fait partie du SAGE « Bassée Voulzie », en cours d'élaboration en décembre 2020. Le territoire de ce SAGE concerne 144 communes dont 73 en Seine-et-Marne, 50 dans l'Aube, 15 dans la Marne et 6 dans l'Yonne, pour une superficie de 1 710 km2,. Le pilotage et l’animation du SAGE sont assurés par Syndicat Mixte Ouvert de l’eau potable, de l’assainissement collectif, de l’assainissement non collectif, des milieux aquatiques et de la démoustication (SDDEA), qualifié de « structure porteuse ».

### Climat
Pour des articles plus généraux, voir Climat de l'Île-de-France et Climat de Seine-et-Marne.
En 2010, le climat de la commune est de type climat océanique dégradé des plaines du Centre et du Nord, selon une étude du CNRS s'appuyant sur une série de données couvrant la période 1971-2000. En 2020, Météo-France publie une typologie des climats de la France métropolitaine dans laquelle la commune est exposée à un climat océanique altéré et est dans la région climatique Nord-est du bassin Parisien, caractérisée par un ensoleillement médiocre, une pluviométrie moyenne régulièrement répartie au cours de l’année et un hiver froid (3 °C).
Pour la période 1971-2000, la température annuelle moyenne est de 11 °C, avec une amplitude thermique annuelle de 15,6 °C. Le cumul annuel moyen de précipitations est de 691 mm, avec 10,8 jours de précipitations en janvier et 7,3 jours en juillet. Pour la période 1991-2020, la température moyenne annuelle observée sur la station météorologique la plus proche, située sur la commune de Bouy-sur-Orvin à 14 km à vol d'oiseau, est de 11,4 °C et le cumul annuel moyen de précipitations est de 635,9 mm,. Pour l'avenir, les paramètres climatiques de la commune estimés pour 2050 selon différents scénarios d'émission de gaz à effet de serre sont consultables sur un site dédié publié par Météo-France en novembre 2022.

### Milieux naturels et biodiversité

#### Réseau Natura 2000

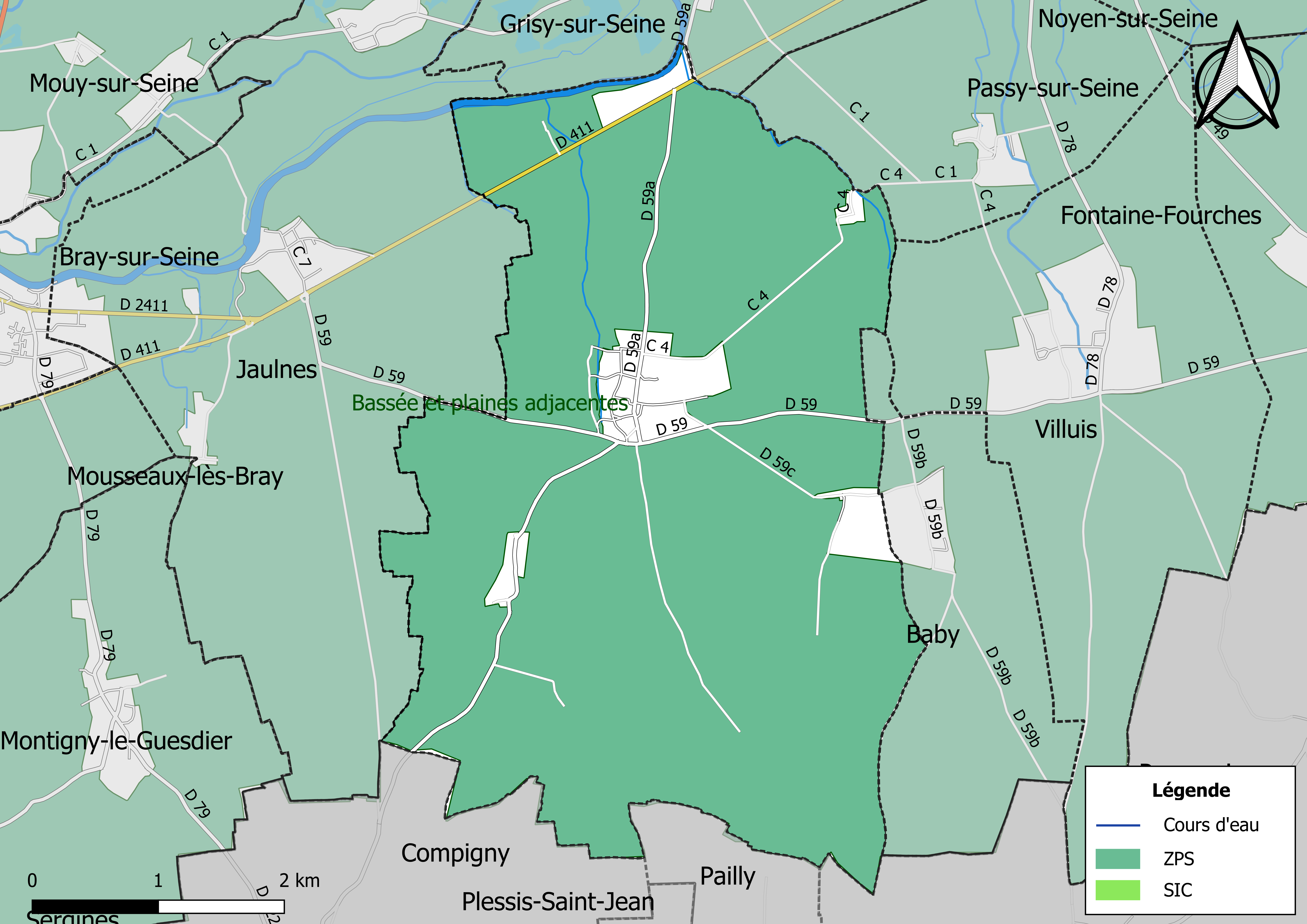
Sites Natura 2000 sur le territoire communal.

Le réseau Natura 2000 est un réseau écologique européen de sites naturels d’intérêt écologique élaboré à partir des Directives « Habitats » et « Oiseaux ». Ce réseau est constitué de Zones spéciales de conservation (ZSC) et de Zones de protection spéciale (ZPS). Dans les zones de ce réseau, les États Membres s'engagent à maintenir dans un état de conservation favorable les types d'habitats et d'espèces concernés, par le biais de mesures réglementaires, administratives ou contractuelles.
Un  site Natura 2000 a été défini sur la commune au titre de la « directive Oiseaux », :  
- la « Bassée et plaines adjacentes », d'une superficie de 27 643 ha, une vaste plaine alluviale de la Seine bordée par un coteau marqué au nord et par un plateau agricole au sud. Elle abrite une importante diversité de milieux qui conditionnent la présence d’une avifaune très riche[19],[20].

#### Zones naturelles d'intérêt écologique, faunistique et floristique

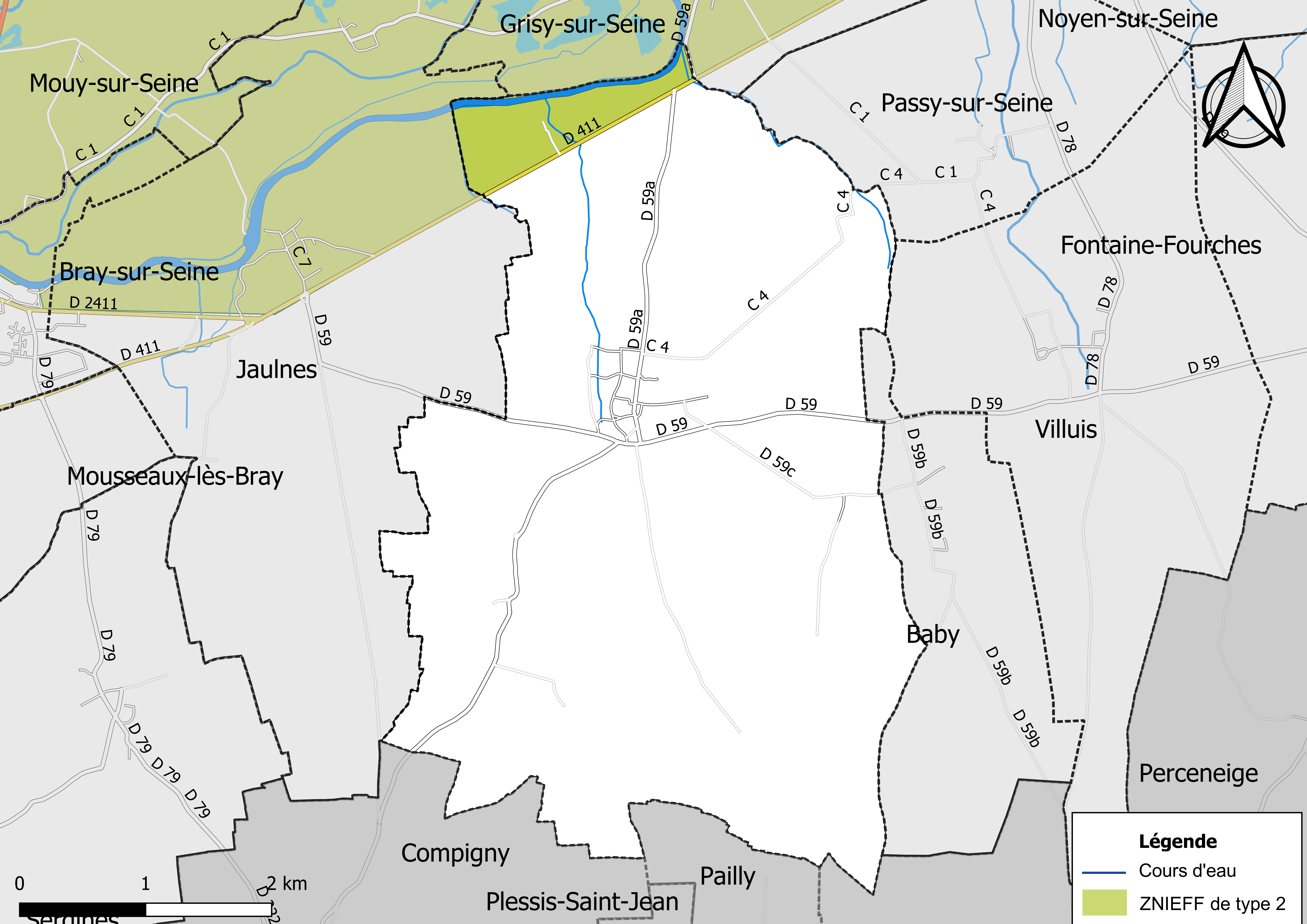
Carte des ZNIEFF de type 2 localisées sur la commune.

L’inventaire des zones naturelles d'intérêt écologique, faunistique et floristique (ZNIEFF) a pour objectif de réaliser une couverture des zones les plus intéressantes sur le plan écologique, essentiellement dans la perspective d’améliorer la connaissance du patrimoine naturel national et de fournir aux différents décideurs un outil d’aide à la prise en compte de l’environnement dans l’aménagement du territoire.
Le territoire communal de Villenauxe-la-Petite comprend une ZNIEFF de type 2,,, 
la « vallée de la Seine entre Montereau et Melz-sur-Seine (Bassée) » (14 216,75 ha), couvrant 26 communes du département.

## Urbanisme

### Typologie
Au 1er janvier 2024, Villenauxe-la-Petite est catégorisée commune rurale à habitat dispersé, selon la nouvelle grille communale de densité à sept niveaux définie par l'Insee en 2022.
Elle est située hors unité urbaine. Par ailleurs la commune fait partie de l'aire d'attraction de Paris, dont elle est une commune de la couronne,. Cette aire regroupe 1 929 communes,.

### Lieux-dits et écarts
La commune compte 112 lieux-dits administratifs répertoriés consultables ici (source : le fichier Fantoir) dont Villiers-sur-terre, Briotte, Vernoy, Toussac.

### Occupation des sols
L'occupation des sols de la commune, telle qu'elle ressort de la base de données européenne d’occupation biophysique des sols Corine Land Cover (CLC), est marquée par l'importance des territoires agricoles (92,2 % en 2018), une proportion sensiblement équivalente à celle de 1990 (92,4 %). La répartition détaillée en 2018 est la suivante : 
terres arables (92% ), forêts (4,8% ), zones urbanisées (2,2% ), eaux continentales (0,8% ), zones agricoles hétérogènes (0,2 %).
Parallèlement, L'Institut Paris Région, agence d'urbanisme de la région Île-de-France, a mis en place un inventaire numérique de l'occupation du sol de l'Île-de-France, dénommé le MOS (Mode d'occupation du sol), actualisé régulièrement depuis sa première édition en 1982. Réalisé à partir de photos aériennes, le Mos distingue les espaces naturels, agricoles et forestiers mais aussi les espaces urbains (habitat, infrastructures, équipements, activités économiques, etc.) selon une classification pouvant aller jusqu'à 81 postes, différente de celle de Corine Land Cover,,. L'Institut met également à disposition des outils permettant de visualiser par photo aérienne l'évolution de l'occupation des sols de la commune entre 1949 et 2018.

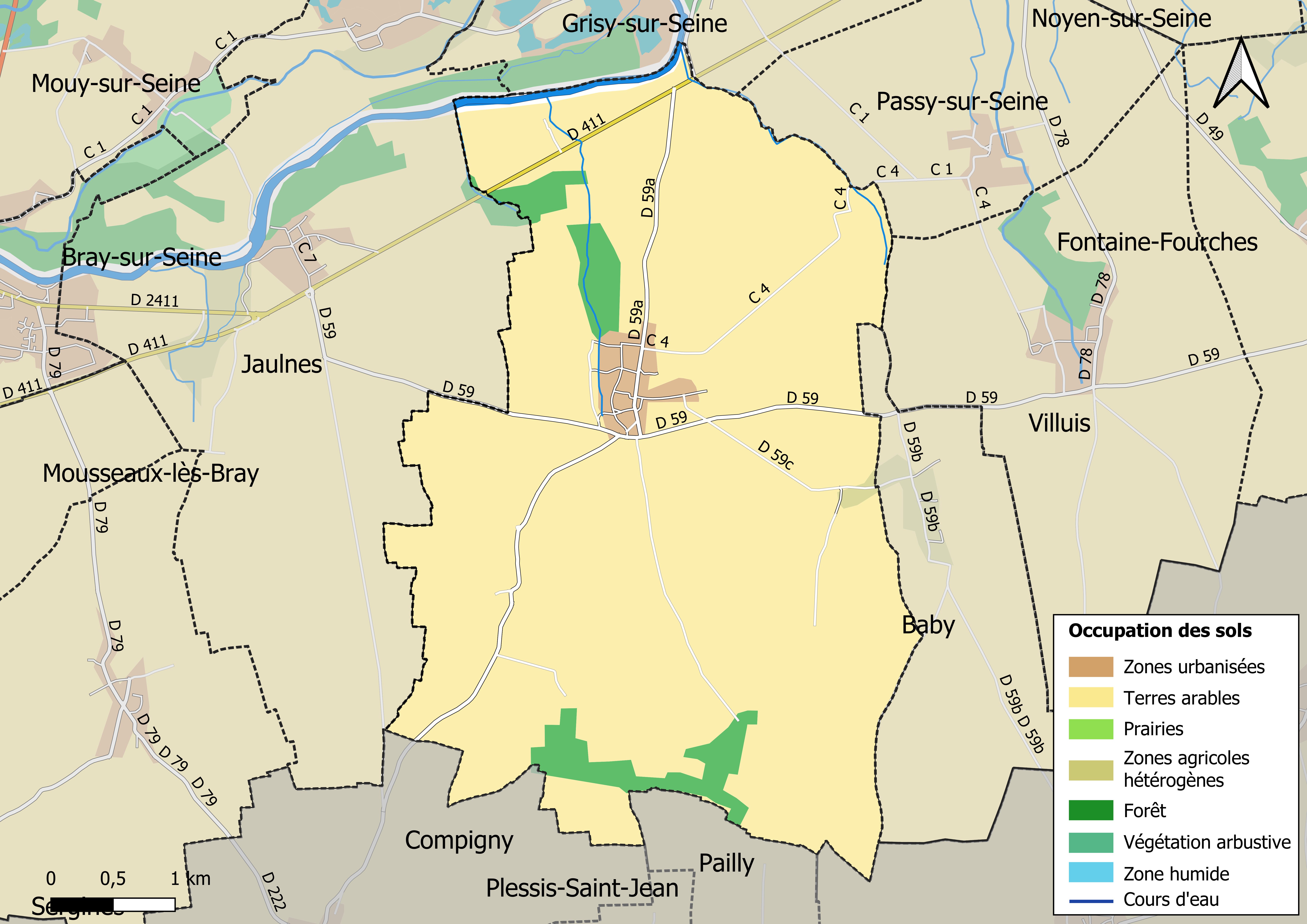
Carte des infrastructures et de l'occupation des sols en 2018 (CLC) de la commune.
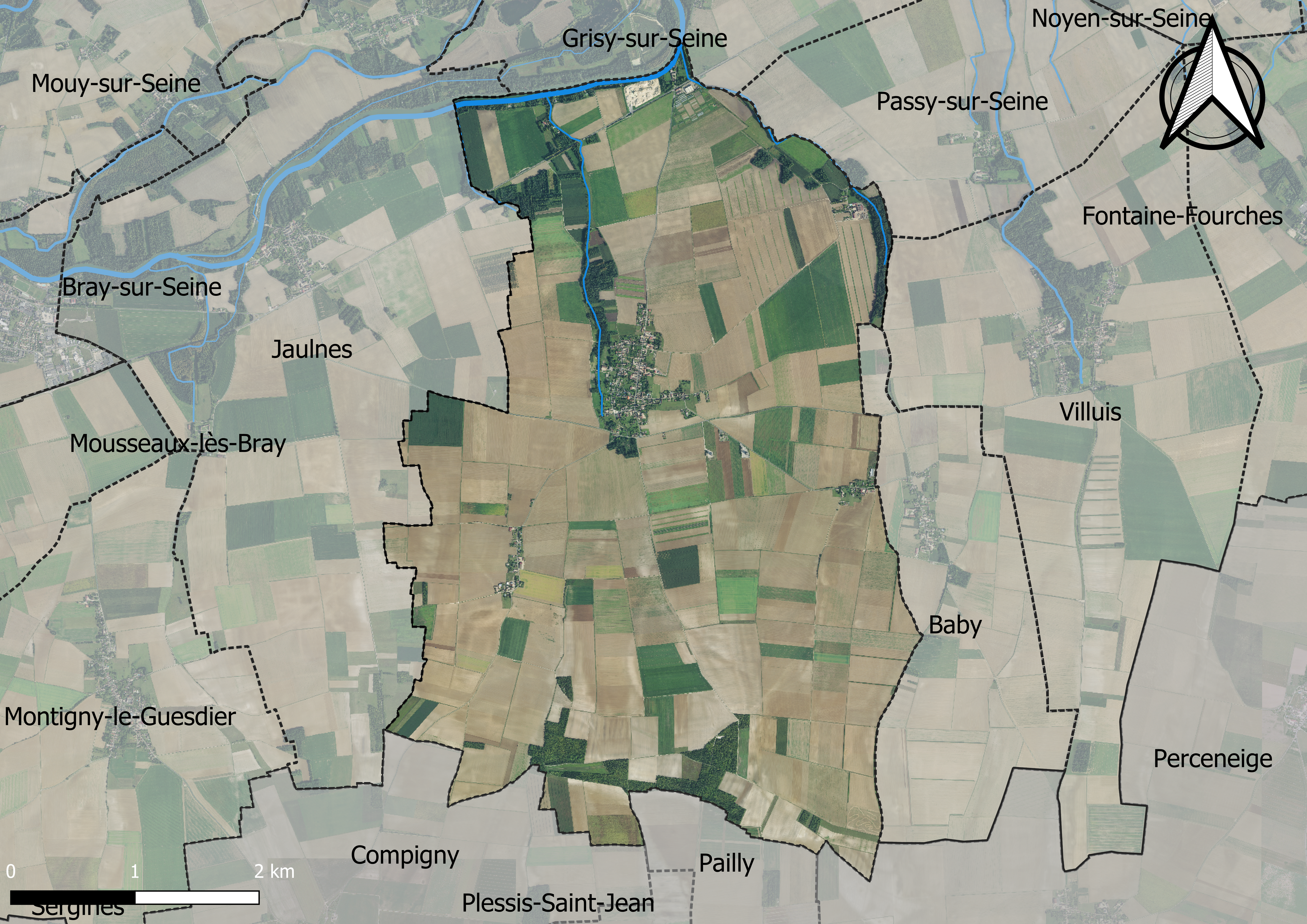
Carte orhophotogrammétrique de la commune.

### Planification
La loi SRU du 13 décembre 2000 a incité les communes à se regrouper au sein d’un établissement public, pour déterminer les partis d’aménagement de l’espace au sein d’un SCoT, un document d’orientation stratégique des politiques publiques à une grande échelle et à un horizon de 20 ans et s'imposant aux documents d'urbanisme locaux, les PLU (Plan local d'urbanisme). La commune est dans le territoire du SCOT Grand Provinois, dont le projet a été arrêté le 29 janvier 2020, porté par le syndicat mixte d’études et de programmation (SMEP) du Grand Provinois, qui regroupe les Communautés de Communes du Provinois et de Bassée-Montois, soit 82 communes.
La commune disposait en 2019 d'une carte communale approuvée et un plan local d'urbanisme intercommunal couvrant le territoire de la communauté de communes de la Bassée - Montois était en élaboration,.

### Logement
En 2016, le nombre total de logements dans la commune était de  233 dont 97,4 % de maisons.
Parmi ces logements, 79,4 % étaient des résidences principales, 9,9 % des résidences secondaires et 10,7 % des logements vacants.
La part des ménages fiscaux propriétaires de leur résidence principale s’élevait à 82,7 % contre 15,7 % de locataires dont, 8,1 % de logements HLM loués vides (logements sociaux) et, 1,6 % logés gratuitement.

### Voies de communication et transports

#### Transports
La commune est desservie par les lignes d’autocars 3201, 3202, 3240 et 3250 du réseau de bus Provinois - Brie et Seine.

## Toponymie
Le nom de la localité est mentionné sous les formes Venenissa au XIe siècle ; de Vilenesse en 1129 ; de Velenessia en 1136 ; Velonessa en 1176 ; Vellonesse vers 1201 ; Villonixa en 1249 ; Velonnausse en 1301 ; Villenoxe la Petite en 1793 ; Villenauye-la-Petite en 1801.
Issu de l'anthroponyme gaulois Vellaunos, déclinable en Vellaunus (Ernest Nègre).
On a donné à ce village le nom de Villenauxe-la-Petite, par opposition à celui d’un autre lieu placé sur les confins du département de l'Aube, que l'on appelle Villenauxe-la-Grande.

## Histoire
Ce village a été nommé Villenauxe-la-Petite pour le distinguer d'un autre lieu situé aux confins du département de l'Aube, appelé Villenauxe-la-Grande. Dans les anciens documents, il est également mentionné sous les noms de Villanoxia, Vilonixa et Ville-Nausse.
La seigneurie de Villenauxe-la-Petite appartenait au chapitre de l'église métropolitaine de Sens. En 1555, Pierre Darie, curé, et les habitants de Villenausse ont assisté par procuration à la rédaction de la coutume de Sens.
Ce village est niché dans un vallon, à une distance d'une lieue et demie à l'est de Bray-sur-Seine, à cinq lieues au sud de Provins, et à treize lieues à l'est de Melun. L'église, datant du XIVe siècle, est un bâtiment notable, et dans le village, on peut également remarquer la ferme appelée le Verger, entourée de douves remplies d'eau. Le pont en pierre, actuellement l'unique accès, suggère qu'il s'agit d'un ancien manoir féodal, transformé au fil du temps en une résidence plus modeste.
Le ruisseau Ru du Moulin, prenant sa source à Villenauxe, se jette dans la Seine à une lieue au-dessus de Bray, après avoir alimenté le moulin des Hauts Fossés, situé au nord de la commune, près de la route de Mézières à Orléans.
À l'est de ce moulin, en bordure de la Seine, se trouve l'ancien château de Toussac, qui non seulement profite d'une position magnifique mais également de superbes eaux vives. Le château abritait une chapelle dédiée à saint Louis, où la messe était régulièrement célébrée.
Au nord-est de Villenauxe se trouve le hameau de Vernoy, tandis que dans la plaine au sud-ouest, on trouve le hameau de Villiers-sur-Terre, qui tire son nom de sa position géographique, le distinguant ainsi de la commune de Villiers-sur-Seine située à proximité. Villiers-sur-Terre abritait autrefois une juridiction prévôtale appartenant aux chanoines de Sens. Enfin, le hameau des Briottes, situé au sud-est de Villenauxe, était autrefois la propriété de la famille Lefèvre.

## Politique et administration

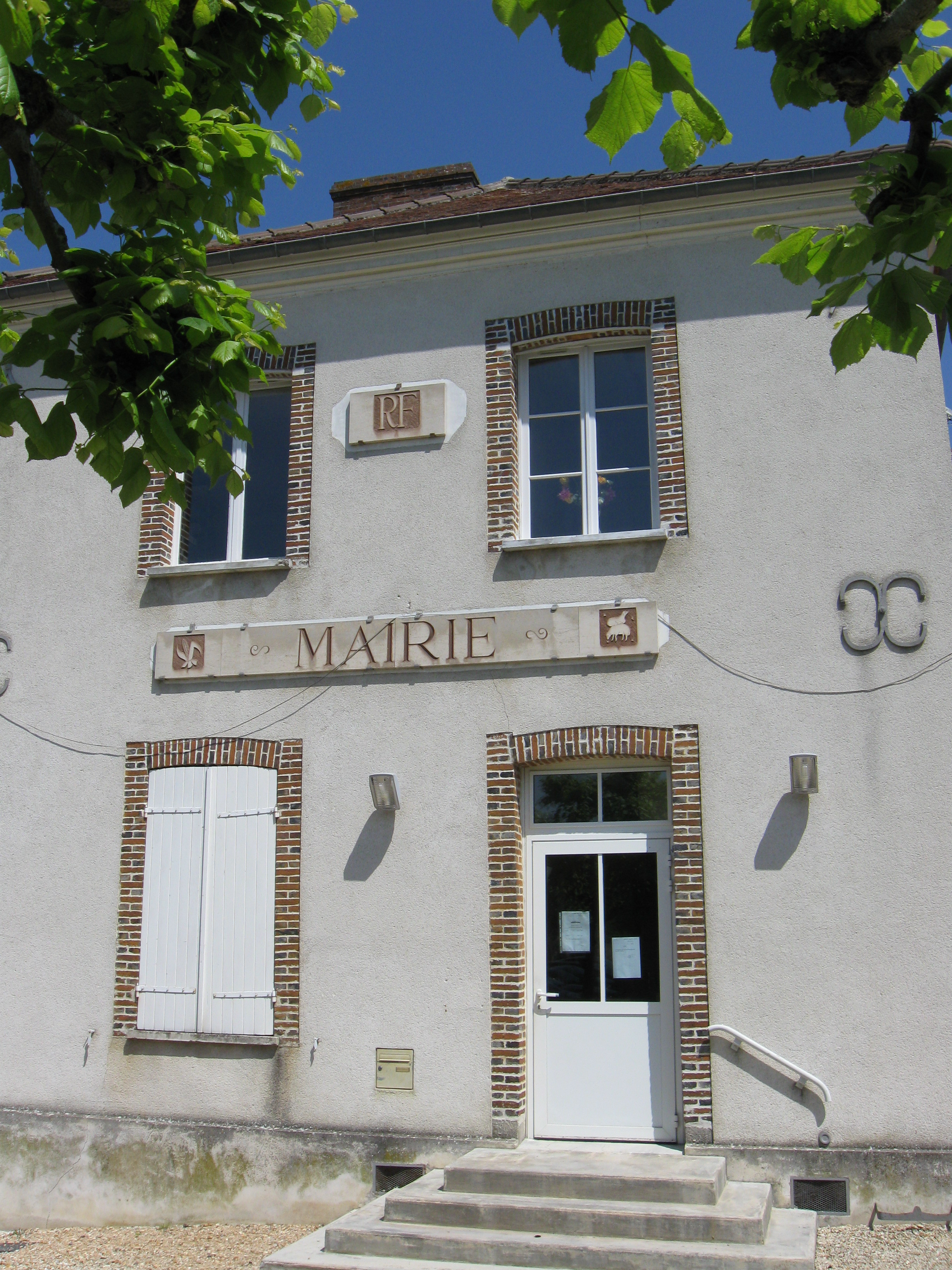
La mairie.

### Liste des maires
| Période                                  | Période   | Identité        | Étiquette | Qualité  |
| ---------------------------------------- | --------- | --------------- | --------- | -------- |
| Les données manquantes sont à compléter. |           |                 |           |          |
| juin 1995                                | mars 2014 | Frédéric Borloz |           | Retraité |
| mars 2014                                | 2020      | Yves Martinet   |           |          |
| 2020                                     | En cours  | Michel Poulain  |           | Retraité |

## Équipements et services

### Eau et assainissement
L’organisation de la distribution de l’eau potable, de la collecte et du traitement des eaux usées et pluviales relève des communes. La loi NOTRe de 2015 a accru le rôle des EPCI à fiscalité propre en leur transférant cette compétence. Ce transfert devait en principe être effectif au 1er janvier 2020, mais la loi Ferrand-Fesneau du 3 août 2018 a introduit la possibilité d’un report de ce transfert au 1er janvier 2026,.

#### Assainissement des eaux usées
En 2020, la commune de Villenauxe-la-Petite ne dispose pas d'assainissement collectif,.
L’assainissement non collectif (ANC) désigne les installations individuelles de traitement des eaux domestiques qui ne sont pas desservies par un réseau public de collecte des eaux usées et qui doivent en conséquence traiter elles-mêmes leurs eaux usées avant de les rejeter dans le milieu naturel. La communauté de communes de la Bassée - Montois (CCBM) assure pour le compte de la commune le service public d'assainissement non collectif (SPANC), qui a pour mission de vérifier la bonne exécution des travaux de réalisation et de réhabilitation, ainsi que le bon fonctionnement et l’entretien des installations,.

#### Eau potable
En 2020, l'alimentation en eau potable est assurée par la commune qui en a délégué la gestion à l'entreprise Suez, dont le contrat expire le 31 août 2032,,.
Les nappes de Beauce et du Champigny sont classées en zone de répartition des eaux (ZRE), signifiant un déséquilibre entre les besoins en eau et la ressource disponible. Le changement climatique est susceptible d’aggraver ce déséquilibre. Ainsi afin de renforcer la garantie d’une distribution d’une eau de qualité en permanence sur le territoire du département, le troisième Plan départemental de l’eau signé, le 3 octobre 2017, contient un plan d’actions afin d’assurer avec priorisation la sécurisation de l’alimentation en eau potable des Seine-et-Marnais. A cette fin a été préparé et publié en décembre 2020 un schéma départemental d’alimentation en eau potable de secours dans lequel huit secteurs prioritaires sont définis. La commune fait partie du secteur Bassée Montois.

## Population et société

### Démographie
L'évolution du nombre d'habitants est connue à travers les recensements de la population effectués dans la commune depuis 1793. Pour les communes de moins de 10 000 habitants, une enquête de recensement portant sur toute la population est réalisée tous les cinq ans, les populations de référence des années intermédiaires étant quant à elles estimées par interpolation ou extrapolation. Pour la commune, le premier recensement exhaustif entrant dans le cadre du nouveau dispositif a été réalisé en 2006.

En 2022, la commune comptait 453 habitants, en évolution de +4,14 % par rapport à 2016 (Seine-et-Marne : +3,92 %, France hors Mayotte : +2,11 %).
| 1793 | 1800 | 1806 | 1821 | 1831 | 1836 | 1841 | 1846 | 1851 |
| ---- | ---- | ---- | ---- | ---- | ---- | ---- | ---- | ---- |
| 460  | 455  | 467  | 493  | 507  | 532  | 548  | 562  | 591  |

| 1856 | 1861 | 1866 | 1872 | 1876 | 1881 | 1886 | 1891 | 1896 |
| ---- | ---- | ---- | ---- | ---- | ---- | ---- | ---- | ---- |
| 616  | 601  | 605  | 611  | 569  | 528  | 527  | 549  | 515  |

| 1901 | 1906 | 1911 | 1921 | 1926 | 1931 | 1936 | 1946 | 1954 |
| ---- | ---- | ---- | ---- | ---- | ---- | ---- | ---- | ---- |
| 503  | 506  | 501  | 416  | 415  | 410  | 411  | 410  | 404  |

| 1962 | 1968 | 1975 | 1982 | 1990 | 1999 | 2006 | 2011 | 2016 |
| ---- | ---- | ---- | ---- | ---- | ---- | ---- | ---- | ---- |
| 366  | 345  | 291  | 291  | 271  | 372  | 426  | 495  | 435  |

| 2021 | 2022 | - | - | - | - | - | - | - |
| ---- | ---- | - | - | - | - | - | - | - |
| 439  | 453  | - | - | - | - | - | - | - |

## Économie

### Revenus de la population et fiscalité
En 2017, le nombre de ménages fiscaux de la commune était de 192, représentant 457 personnes et la  médiane du revenu disponible par unité de consommation  de 22 330 euros.

### Emploi
En 2017 , le nombre total d’emplois dans la zone était de 44, occupant 181 actifs  résidants.
Le taux d'activité de la population (actifs ayant un emploi) âgée de 15 à 64 ans s'élevait à 67,3 % contre un taux de chômage de 8,6 %.
Les 24,1 % d’inactifs se répartissent de la façon suivante : 11,5 % d’étudiants et stagiaires non rémunérés, 8,2 % de retraités ou préretraités et 4,4 % pour les autres inactifs.

### Entreprises et commerces
En 2018, le nombre d'établissements actifs était de 19 dont 2 dans l’industrie manufacturière, industries extractives et autres, 3 dans la construction, 5 dans le commerce de gros et de détail, transports, hébergement et restauration, 1 dans l’information et communication, 2 dans les activités immobilières, 3 dans les activités spécialisées, scientifiques et techniques et activités de services administratifs et de soutien, et 3  étaient relatifs aux autres activités de services.
En 2019,  5 entreprises ont été créées sur le territoire de la commune, dont 4 individuelles.
Au 1er janvier 2020, la commune ne disposait pas d’hôtel et de terrain de camping.
- Entreprise la plus importante : silos à grains Soufflet.
- Sablières de Saint-Sauveur.

### Agriculture

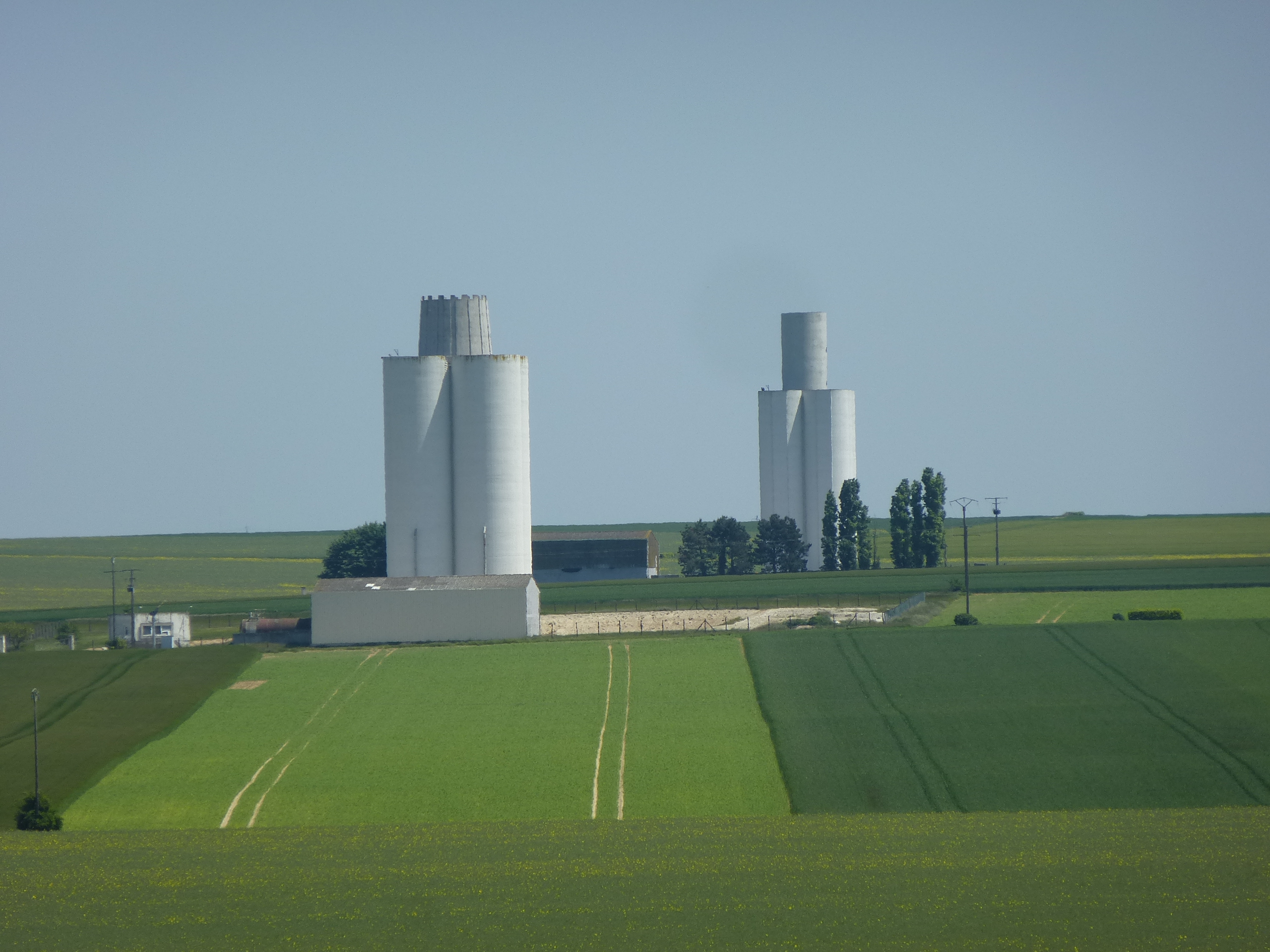
Silos à grains.

Villenauxe-la-Petite est dans la petite région agricole dénommée la « Bassée » ou « Basse Seine », au sud-est du département. En 2010, l'orientation technico-économique de l'agriculture sur la commune est diverses cultures (hors céréales et oléoprotéagineux, fleurs et fruits).
Si la productivité agricole de la Seine-et-Marne se situe dans le peloton de tête des départements français, le département enregistre un double phénomène de disparition des terres cultivables (près de 2 000 ha par an dans les années 1980, moins dans les années 2000) et de réduction d'environ 30 % du nombre d'agriculteurs dans les années 2010. Cette tendance se retrouve au niveau de la commune où le nombre d’exploitations est passé de 25 en 1988 à 13 en 2010. Parallèlement, la taille de ces exploitations augmente, passant de 70 ha en 1988 à 149 ha en 2010.
Le tableau ci-dessous présente les principales caractéristiques des exploitations agricoles de Villenauxe-la-Petite, observées sur une période de 22 ans : 
|                                      | 1988  | 2000  | 2010  |
| ------------------------------------ | ----- | ----- | ----- |
| Dimension économique,                |       |       |       |
| Nombre d’exploitations (u)           | 25    | 15    | 13    |
| Travail (UTA)                        | 33    | 23    | 22    |
| Surface agricole utilisée (ha)       | 1 743 | 1 864 | 1 937 |
| Cultures                             |       |       |       |
| Terres labourables (ha)              | 1 732 | 1 858 | 1 913 |
| Céréales (ha)                        | 1 248 | 1 181 | 1 244 |
| dont blé tendre (ha)                 | 743   | 795   | 744   |
| dont maïs-grain et maïs-semence (ha) | 257   | s     | 58    |
| Tournesol (ha)                       | 122   | s     | 83    |
| Colza et navette (ha)                | 65    | 157   | s     |
| Élevage                              |       |       |       |
| Cheptel (UGBTA)                      | 43    | 22    | 4     |

## Culture locale et patrimoine

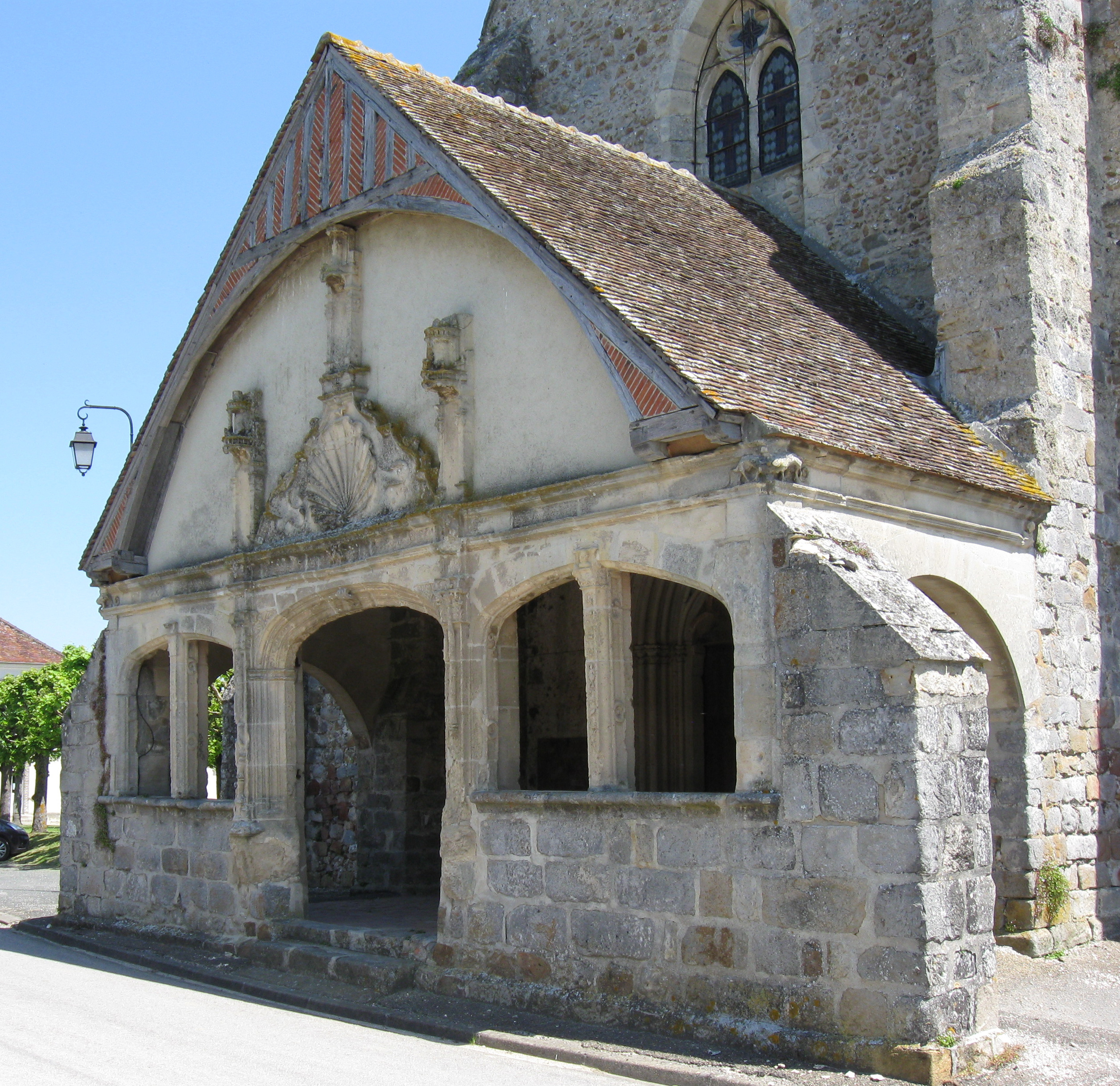
Porche de l'église Notre-Dame-de-l’Assomption.

### Lieux et monuments
- Église Notre-Dame-de-l’Assomption, XIe siècle, classée au titre des monuments historiques[59].

### Héraldique
| Blason à dessiner | Blason  | Deux écus: - Un épi de maïs posé en bande. - un mouton contourné et couché en chef et un mouton paissant en pointe, accompagnés de quatre touffes d'herbe. |
| Blason à dessiner | Détails | Le statut officiel du blason reste à déterminer. |